# Passakorn Soonthonchuen
Passakorn Soonthonchuen (thailändisch พาสกร สุนทรชื่น; * 13. Januar 1998 in Samut Prakan), auch als Bonus bekannt, ist ein thailändischer Fußballspieler.

## Karriere
Passakorn Soonthonchuen stand bis Ende Dezember 2023 beim Drittligisten Inter Bangkok FC unter Vertrag. Mit dem Verein aus der Hauptstadt Bangkok spielte er in der Bangkok Metropolitan Region der Liga. Im Januar 2024 wechselte er zum Zweitligisten Suphanburi FC. Sein Zweitligadebüt für den Klub aus Suphanburi gab Passakorn Soonthonchuen am 6. Januar 2024 (18. Spieltag) im Auswärtsspiel gegen Dragon Pathumwan Kanchanaburi FC. Bei dem 3:1-Erfolg stand er in der Startelf und spielte die kompletten 90 Minuten. Am Ende der Saison 2024/25 musste er mit Suphanburi in die dritte Liga absteigen.